# Бруну Гама
Бруну Алешандрі Вілела Гама (*15 листопада 1987, Віла-Верді) — португальський футболіст, правий фланговий півзахисник кіпрського клубу АЕК (Ларнака).
Зіграв у Португальській Лізі 129 ігор і забив 11 голів протягом семи сезонів, а саме представляючи «Віторію» Сетубал і «Ріу Аве». Згодом грав за кордоном за низку іспанських команд та українське «Дніпро». Гама зіграв 78 матчів за збірну Португалії всіх молодіжних категорій, забивши 25 голів.

## Клубна кар'єра
Гама народився у Бразі, Португалія 15 листопада 1987 року. Випускник Академії «Спортингу» Брага. У віці 16 років він зіграв перший матч на топ рівні, 2-2 в гостях проти «Лейрії», і в підсумку був проданий до «Порту» за € 750 000.
Провівши більшу частину свого першого сезону у другій команді «Порту Б», Гама був двічі в оренді, у «Бразі» в 2006-07 роках — забивши у домашній перемозі над «Слованом» Ліберець у Кубку УЄФА (4-0) і «Віторії» Сетубал в наступних двох сезонах.
У середині липня 2009 року, Гама залишив «Порту» і приєднався до «Ріу Аве» на дворічний контракт. Під час свого першого сезону він був одним з небагатьох гравців, що з'явились у всіх 30 матчах чемпіонату, сприяючи підсумковому 12-у місцю у вищому дивізіоні, він забив у домашніх перемогах проти колишнього «Сетубала» (1-0) та «Лейншойнша» (2:0).
27 липня 2011 року Гаму підписує «Депортіво» Ла-Корунья. Своїми 29-ма іграми та сімома голами у своєму першому сезоні, він допоміг галісійцям виграти Сегунду.
Гама дебютував у Ла Лізі 20 серпня 2012 року, грав усі 90 хвилин у переможному матчі господарів проти «Осасуни» (2-0).
Влітку 2013 року перейшов у дніпропетровський «Дніпро». Дебютував 1 вересня того ж року в матчі проти київського «Динамо» (1:1) у Києві. Провів у команді три сезони, взявши участь у 97 іграх усіх турнірів, в яких забив 12 голів. У Лізі Європи 2014/15 допоміг команді сягнути фіналу змагання, який, утім, провів на лаві для запасних.
2016 року повернувся до Іспанії, де півтора сезони виступав за «Депортіво», після чого протягом півроку грав за друголіговий «Алькоркон».
Влітку 2018 року уклав дворічний контракт з грецьким «Арісом», який згодом було подовжено ще на два роки. Від початку сезону 2019/20 став стабільним основним правим фланговим півзахисником грецької команди. 6 березня 2022 року провів свій 100-ий матч за клуб.
5 липня 2022 року у статусі вільного агента перейшов у кіпрський АЕК (Ларнака).

## Кар'єра у збірних
На міжнародному рівні Гама вперше взяв участь у 2003 році на Чемпіонаті Європи серед юнаків до 17 років, у якому Португалія здобула перемогу на рідній землі. Він також допоміг команді вийти до чвертьфіналу Чемпіонату світу того року, що відбувся у Фінляндії, забивши один гол у ворота Камеруна.
Гама був капітаном Португалії на Чемпіонаті Європи 2004 серед юнаків до 17 років, будучи нагородженим найкращим бомбардиром. У 2006 році він грав у збірній до 19 років на Чемпіонаті Європи, забивши в кожному матчі на груповому етапі.
Гама був частиною команди, яка брала участь у Чемпіонаті світу 2007 U-20, забивши два голи за Португалію у єдиній перемозі в турнірі — один зі штрафного, а інший з пенальті у перемозі проти Нової Зеландії (2-0). Наступної осені він був викликаний до збірної U21, а в 2010 році він грав з олімпійською збірною на International Challenge Trophy 2009—2011.

## Досягнення
«Віторія»
- Кубок португальської ліги
  - Володар (1): 2007-08

 «Дніпро»
- Чемпіонат України
  - Срібний призер (1): 2013-14

 АЕК
- Кубок Кіпру
  - Володар (1): 2024-25

Збірні
- Чемпіон Європи (U-17): 2003
- Найкращий бомбардир Чемпіонату Європи (U-17): 2004